# Погребённый с фараонами
«Погребённый с фараонами», «Под пирамидами», «Заточённый с фараонами» (англ. «Imprisoned with the Pharaohs», «Under the Pyramids», «Entombed with the Pharaohs») — рассказ американского писателя Говарда Филлипса Лавкрафта, написанный в сотрудничестве с Гарри Гудини в феврале 1924 года. Впервые опубликован в журнале «Weird Tales» за май-июль 1924 года.
Повествование происходит от первого лица иллюзиониста Гарри Гудини и представляет собой якобы настоящую историю о том, как он совершил побег из под пирамид во время его отпуска в Египте в январе 1910 года. Гудини похитили и сбросили связанного в яму возле Великого Сфинкса Гизы. Пытаясь найти выход, он столкнулся с существом, похожим на Сфинкса.
Лавкрафт согласился на эту работу из-за денег, которые ему авансом выплатил Джейкоб Хеннебергер, владелец «Weird Tales». До переиздания 1939 года рассказ приписывался лично Гудини, который остался так доволен работой Лавкрафта, что и после продолжал с ним сотрудничать в нескольких небольших проектах, вплоть до смерти самого Гудини в 1926 году.
Рассказ повлиял на раннее творчество Роберта Блоха и он написал продолжение «Храм Чёрного Фараона».

## Сюжет

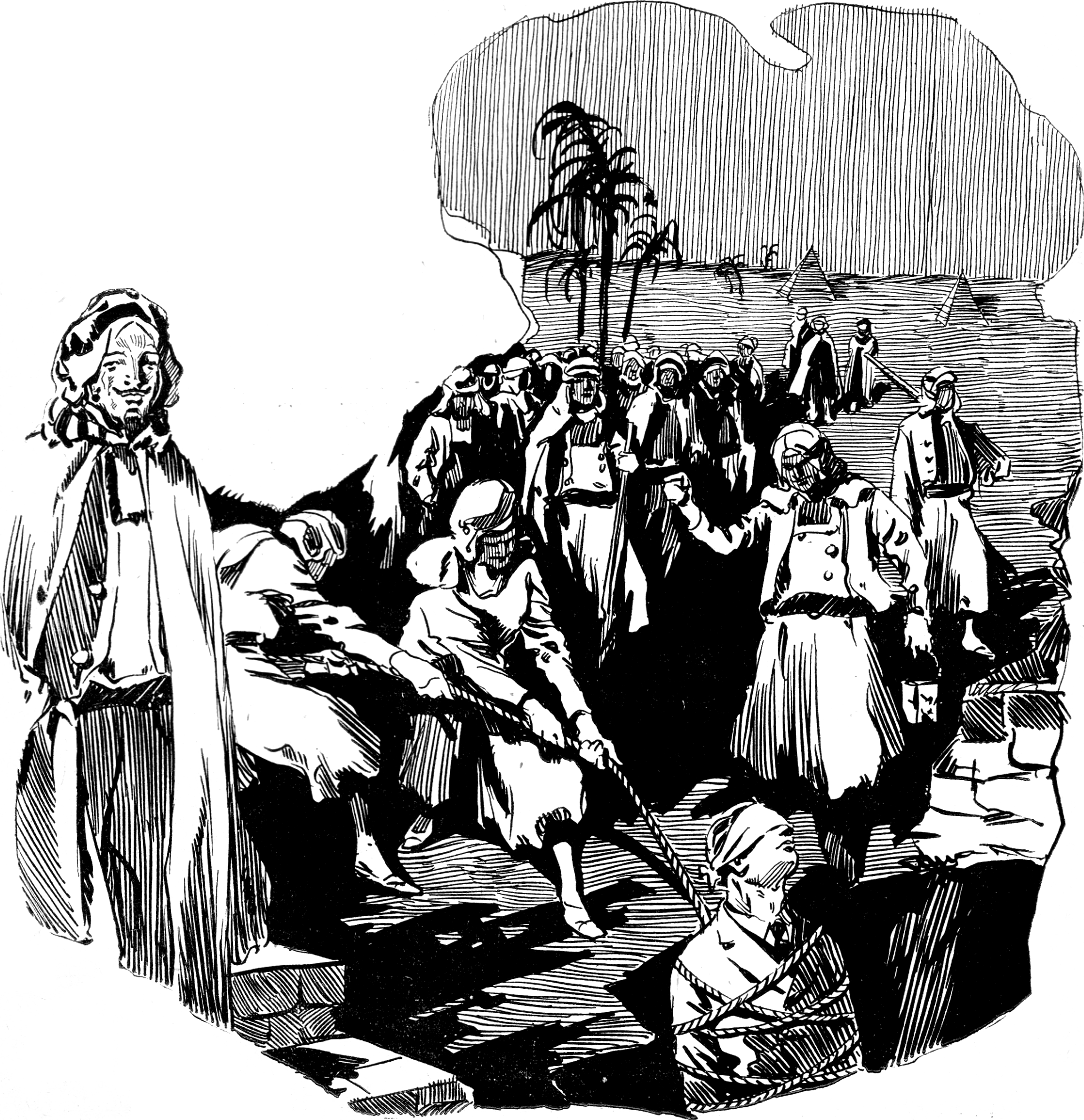
«Погребённый с фараонами» в «Weird Tales» vol. 4 no. 2

Повествование происходит от первого лица иллюзиониста Гарри Гудини и представляет собой историю, которую, по его словам, он пережил во время отпуска в Египте в январе 1910 года. Заручившись услугами гида по имени Абдул Рейс эль Дрогман, Гудини отправляется в тур по Каиру. В дороге вспыхивает конфликт с лидером бедуинов по имени Али Зиз. Дрогман убеждает Гудини сразиться с ним в боксёрском поединке по «обычаю великой древности Каира» на вершине Великой пирамиды. Однако, поединок оказался лишь уловкой, чтобы заманить его ночью в пустыню и похитить. Гудини связывают, увозят в неизвестном направлении и бросают в глубокую яму возле Большого Сфинкса Гизы.

Гудини падает на дно ямы и теряет сознание. Он приходит в себя и ловко освобождается от пут веревок. Подозревая, что он находится где-то в храме под пирамидами, он пытается найти выход и следует по туннелю на дуновение воздуха, что кажется ему сквозняком с поверхности. Вместо этого он обнаруживает, что коридор ведет ещё глубже под землю. В одном месте он нечаянно срывается с уходящих вниз ступеней лестницы и падает в чёрную бездну. Гудини оказывается в большой церемониальной пещере и теряет сознание во второй раз. Вскоре доносятся странные звуки и он становится свидетелем церемониального шествия мумий, полулюдей-полуживотных, которых возглавляет Фараон: 

Я расслышал, как где-то в отдалении, едва слышно раздается мертвящая душу маршеобразная поступь шагающих. Жутко становилось уже оттого, что звуки шагов, столь несхожие между собой, сочетались в идеальном ритме. Муштра нечестивых тысячелетий стояла за этим шествием обитателей сокровенных земных глубин — шагающих, бредущих, крадущихся, ползущих, мягко ступающих, цокающих, топающих, грохочущих, громыхающих… и всё это под невыносимую разноголосицу издевательски настроенных инструментов. У гиппопотамов были человеческие руки и в них факела… у людей были головы крокодилов… бездушные мумии… сборище странствующих ка… орда мертвецов сорокавековой истории страны фараонов, будь они прокляты! Составные мумии шествовали в мраке подземных пустот во главе с Царем Хефреном и его верной супругой нежити Нитокрис… 

Исчадия ада двигаются в ряд и оставляют подношения у огромной чёрной дыры в полу, изрыгающей клубы зловонного пара. Здесь они воздвигали огромные чудовищные алтари Неведомому божеству. Гудини в страхе карабкается вверх по лестнице и с её вершины видит чудовище с щупальцами, размером с гиппопотама, которое появляется из ямы в центре зала: 
Великий Сфинкс! Какое исполинское и отвратительное чудовище призвано было изображать черты лица Сфинкса? Будь проклято то зрелище, во сне ли оно было, наяву ли, в котором мне явился предельный, абсолютный ужас неведомый Бог Мёртвых, облизывающийся в предвкушении поживы и богомерзких лакомств из рук бездушных тварей, которые не имеют права на существование… Пятиголовый монстр, высунувшийся из норы… пятиголовый монстр величиной с гиппопотама… пятиголовый монстр и тот, для кого этот монстр не более, чем его собственная передняя лапа!
Гудини осознает, что это существо, на самом деле, — лишь лапа гораздо большего божества, по образу которого была вырезана статуя Сфинкса. Но он отвергает эти воспоминания как галлюцинации или сон в результате пережитого им потрясения.

## Персонажи

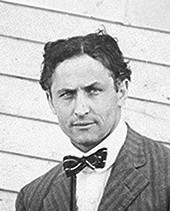
Гарри Гудини в 1926 году

- Гарри Гудини (англ. Harry Houdini) — персонаж представляет известного во всем мире иллюзиониста и мистика 1920х годов.
- Абдул Рейс эль Дрогман (англ. Abdul Reis el Drogman) — гид, факир.
- Али Зиз (англ. Ali Ziz) — лидер бедуинов.
- Царь Хефрен (англ. King Khephren) — Фараон загробного царства.
- Царица нежити Никтокрис (англ. Ghoul-queen Nitocris) — нежить королева загробного царства.
- Мумии гибридов животных (англ. Mummies of animal hybrids) — мумии быков, кошек, ибисов, крокодилов, бегемотов.
- Сфинкс (англ. Sphinx) — невообразимо огромное существо из Подземного мира. Нечто грязно-жёлтое, косматое, с судорожной манерой двигаться. Величиной он был с гиппопотама, но вид имел особый. Казалось, у него нет шеи: пять лохматых голов росли в ряд из туловища, имевшего форму цилиндра; первая из них была меньше остальных, вторая средней величины, третья и четвёртая одного размера и самые крупные, пятая довольно маленькая, хотя и покрупнее первой. Из голов вылетали твёрдые щупальца; словно ястребы, они набрасывались на разложенную на полу пищу и хватали её непомерно большими порциями.

## Вдохновение
«Погребённый с фараонами» вдохновлен популярной в те годы в обществе темой спиритизма и сновидений. Тогда многие иллюзионисты стали маскировать свои трюки видимостью общения с потусторонними силами. Рассказ описывает языческие ритуалы, обряды античности и арабскую культуру.
Работая над рассказом Лавкрафт руководствуется уже сформировавшимся у него предчувствием о темах его будущих произведений, которые касаются космоса и инопланетян, посещавших в древности Землю. Идея сюжетного твиста в финале, где ужасное открытие усугубляется осознанием того, что существо является лишь частью ещё большого божества, — использовалось Лавкрафтом в рассказе «Заброшенный дом» (1924), где был виден лишь локоть вампира. Структура сюжета похожа на рассказ «Безымянный город».
«Погребённый с фараонами» упоминал Роберт Блох, как особо повлиявший на его ранее творчество, — что заметно в его рассказе «Храм Чёрного Фараона». Сам Лавкрафт ссылается на настоящего Сфинкса, но Роберт Блох расширяет его Вселенную мифов и утверждает, что Сфинкс в «Погребённый с фараонами» является фактически Ньярлатхотепом.

## Публикация
Столкнувшись с финансовыми трудностями, Джейкоб Хеннебергер, основатель и владелец «Weird Tales», хотел связать всемирно известного иллюзиониста Гарри Гудини со своим журналом, чтобы привлечь читателей. После введения рубрики «Спросите Гудини», а также публикации двух рассказов, предположительно написанных Гудини, Хеннебергер сам разыскал Лавкрафта в феврале 1924 года и поручил ему написать рассказ о путешествии Гудини в Египет. Лавкрафту заплатили 100 долларов (примерно 1581 доллар в современных условиях), — в то время это была самая большая сумма, которую он когда-либо получал в качестве аванса. Деньги были основным фактором, побудившим его взяться за работу. Прочитав текст истории составленной Гудини, Лавкрафт сразу пришел к выводу, что она полностью сфабрикована и запросил у Хеннебергера разрешение на получение художественной лицензии. Получив разрешение от редактора, он начал писать, потратив значительное время на изучение энциклопедий и экспонатов в Метрополитен-музее, посещая выставки египетской культуры.
Лавкрафт завершил рассказ в феврале 1924 года, но потерял свой первоначальный машинописный текст на станции Юнион в Провиденс, штат Род-Айленд, когда ехал в Нью-Йорк, чтобы жениться. Он был вынужден провести большую часть своего медового месяца в Филадельфии, перепечатывая рукопись. Первоначальное название работы «Под пирамидами» стало известно только из объявления о потерянных и найденных предметах, которое Лавкрафт разместил в журнале «Провиденс» . Рассказ был напечатан в «Weird Tales» как «Заключенный с фараонами» и без упоминания авторства Лавкрафта, поскольку Хеннебергер думал, что это смутит читателей, так как повествование шло от лица Гудини. Позже Лавкрафт получил признание и был упомянут в примечании редактора к переизданию 1939 года.

## Критика
Рассказ «Погребённый с фараонами» стал популярным и был благосклонно воспринят аудиторией. Гудини был настолько впечатлен, что до самой смерти продолжал писать свои идеи Лавкрафту и предлагать работу, чтобы он писал для него рассказы. Среди них была статья с критикой астрологии (за которую ему заплатили 75 долларов — примерно 1186 долларов в современных условиях) и книга под названием «Рак суеверий», в которой Лавкрафт завершил набросок и несколько вводных страниц для книги. Чтобы отблагодарить автора за его работу, Гудини подарил Лавкрафту подписанный экземпляр его книги 1924 года «Волшебник среди духов».
С. Т. Джоши пишет, что рассказ «как ни странно, эффективный и тревожный, с действительно удивительным финалом».
Лин Картер в своей работе 1972 года «Лавкрафт: Взгляд за мифы Ктулху» называет этот рассказ «одной из лучших работ, написанных Лавкрафтом».

## Связь с другими произведениями
В рассказе «Безымянный город» ученый исследовал подземелья заброшенного города в Аравийской пустыне и нашел зал с мумиями, а после на него набросились демоны и нежить.
В рассказе «Изгой» упоминается фараон Нефрен-Ка и царица Нитокрис, а также рассказчику известно про загробный мир под Великой пирамидой.
В рассказе «Кошки Ултара» говорится, что священные кошки хранят память о тайнах, что старше Сфинкса.
В рассказе «Дерево на холме» описана гора в Хемпдене, где у дерева появляется потусторонний город Наф и культ Ка-Нефера.